# Scènes romantiques

Les Scènes romantiques (Escenas románticas) sont un cycle de six pièces pour piano d'Enrique Granados. Composé en 1904, ce recueil est un hommage à Frédéric Chopin dans un style hispanisant délicat et ardent.

## Structure
1. Mazurca
2. Recitativo y berceuse
3. El poeta y el ruiseñor (le poète et le rossignol)
4. Allegretto: pequena danza, dans le style d'une mazurka de Chopin
5. Allegro appasionato
6. Epilogo: andante spianato

## Discographie sélective
- Scènes romantiques par Alicia de Larrocha Erato

## Source
- François-René Tranchefort (dir.), Guide de la musique de piano et de clavecin, Paris, Fayard, coll. « Les Indispensables de la musique », 1987, 383 p. (ISBN 978-2-213-01639-9, OCLC 17967083)